# Magnolia fraseri
Espèce
Statut de conservation UICN

 LC  : Préoccupation mineure
Magnolia fraseri Walter, le Magnolier de Fraser, est une espèce de plantes à fleurs de la famille des Magnoliacées. C'est un arbre vivant aux États-Unis.

## Description
C'est un arbre.

## Répartition et habitat
Cette espèce est présente aux États-Unis dans les états d'Alabama, Géorgie, Kentucky, New York, Caroline du Nord, Caroline du Sud, Tennessee, Virginie et Virginie-Occidentale.

## Liste des variétés
Selon World Checklist of Selected Plant Families (WCSP) (22 octobre 2016) :
- Magnolia fraseri Walter (1788)
  - variété Magnolia fraseri var. fraseri
  - variété Magnolia fraseri var. pyramidata (W.Bartram) Pamp. (1915)

Selon NCBI (22 octobre 2016) :
- variété Magnolia fraseri var. fraseri

Selon The Plant List (22 octobre 2016) :
- variété Magnolia fraseri var. pyramidata (Bartram) Pamp.

Selon Tropicos (22 octobre 2016) (Attention liste brute contenant possiblement des synonymes) :
- sous-espèce Magnolia fraseri subsp. pyramidata (W. Bartram) A.E. Murray
- variété Magnolia fraseri var. fraseri
- variété Magnolia fraseri var. pyramidata (W. Bartram) Pamp.
- variété Magnolia fraseri var. pyramidata (W. Bartram) Torr. & A. Gray